# Børn af tiden
Børn af tiden (originaltitel The Love Piker) er en amerikansk stumfilm fra 1923 af E. Mason Hopper.

## Medvirkende
- Anita Stewart som Hope Warner
- William Norris som Peter Van Huisen
- Robert Frazer som Martin Van Huisen
- Carl Gerard som Archie Pembroke
- Arthur Hoyt som Click
- Betty Francisco som Edith Cloney
- Winston Miller som Willie Warner